# نيو شارون
نيو شارون (بالإنجليزية: New Sharon, Iowa)‏ هي مدينة تقع في ولاية آيوا في الولايات المتحدة. تبلغ مساحة هذه المدينة 2.43 (كم²)، وترتفع عن سطح البحر 266 م، بلغ عدد سكانها 1293 نسمة في عام 2012 حسب إحصاء مكتب تعداد الولايات المتحدة.

## التركيبة السكانية
قام مكتب تعداد الولايات المتحدة بتحديد بيانات التركيبة السكانية لنيو شارونفي تعداد الولايات المتحدة. في ما يلي، التركيبة السكانية حسب تعدادي 2000 و2010.

### تعداد عام 2000
بلغ عدد سكان نيو شارون 1,301 نسمة بحسب تعداد عام 2000، وبلغ عدد الأسر 540 أسرة وعدد العائلات 361 عائلة مقيمة في المدينة. في حين سجلت الكثافة السكانية 1,390.9 نسمة لكل ميل مربع (537.0/كم2). وبلغ عدد الوحدات السكنية 575 وحدة بمتوسط كثافة قدره 614.7 نسمة لكل ميل مربع (237.3/كم2).
وتوزع التركيب العرقي للمدينة بنسبة 98.92% من البيض و 0.08% من الأمريكيين الأصليين و 0.54% من الأمريكيين ذوي الأصول الآسيوية و 0.15% من سكان جزر المحيط الهادئ و 0.31% من عرقين مختلطين أو أكثر.
بلغ عدد الأسر 540 أسرة كانت نسبة 30.7% منها لديها أطفال تحت سن الثامنة عشر تعيش معهم، وبلغت نسبة الأزواج القاطنين مع بعضهم البعض 56.9% من أصل المجموع الكلي للأسر، ونسبة 8.1% من الأسر كان لديها معيلات من الإناث دون وجود شريك، وكانت نسبة 33.1% من غير العائلات. تألفت نسبة 30.7% من أصل جميع الأسر من أفراد ونسبة 17.8% كانوا يعيش معهم شخص وحيد يبلغ من العمر 65 عاماً فما فوق. وبلغ متوسط حجم الأسرة المعيشية 2.87، أما متوسط حجم العائلات فبلغ 2.30.
بلغ العمر الوسطي للسكان 41 عاماً. وكانت نسبة 23.9% من القاطنين تحت سن الثامنة عشر، وكانت نسبة 7.8% بين الثامنة عشر والأربعة وعشرون عاماً، ونسبة 23.9% كانت واقعةً في الفئة العمرية ما بين الخامسة والعشرون حتى والأربعة وأربعون عاماً، ونسبة 19.9% كانت ما بين الخامسة والأربعون حتى الرابعة والستون، ونسبة 24.4% كانت ضمن فئة الخامسة والستون عاماً فما فوق. يوجد لكل 100 أنثى 84.0 ذكر، ويوجد لكل 100 أنثى في الثامنة عشر من عمرها فما فوق 82.3 ذكر.
بلغ متوسط دخل الأسرة في المدينة 36,125 دولار، أما متوسط دخل العائلة فبلغ 42,829 دولار. وكان متوسط دخل الذكور 33,125 دولار مقابل 21,739 دولار للإناث. وسجل دخل الفرد الخاص بالمدينة 17,280 دولار. وكانت نسبة 7.8% من العائلات ونسبة 10.0% من السكان تحت خط الفقر، وكان من هؤلاء نسبة 15.4% تحت سن الثامنة عشر ونسبة 8.7% في الخامسة والستين من العمر وما فوق.

### تعداد عام 2010
بلغ عدد سكان نيو شارون 1,293 نسمة بحسب تعداد عام 2010، وبلغ عدد الأسر 538 أسرة وعدد العائلات 368 عائلة مقيمة في المدينة. في حين سجلت الكثافة السكانية 1,375.5 نسمة لكل ميل مربع (531.1/كم2). وبلغ عدد الوحدات السكنية 590 وحدة بمتوسط كثافة قدره 627.7 لكل ميل مربع (242.4/كم2).
وتوزع التركيب العرقي للمدينة بنسبة 99.1% من البيض و 0.4% من الأمريكيين الأصليين و 0.5% من عرقين مختلطين أو أكثر.
بلغ عدد الأسر 538 أسرة كانت نسبة 30.5% منها لديها أطفال تحت سن الثامنة عشر تعيش معهم، وبلغت نسبة الأزواج القاطنين مع بعضهم البعض 57.8% من أصل المجموع الكلي للأسر، ونسبة 7.1% من الأسر كان لديها معيلات من الإناث دون وجود شريك، بينما كانت نسبة 3.5% من الأسر لديها معيلون من الذكور دون وجود شريكة وكانت نسبة 31.6% من غير العائلات. تألفت نسبة 27.7% من أصل جميع الأسر من أفراد ونسبة 13.7% كانوا يعيش معهم شخص وحيد يبلغ من العمر 65 عاماً فما فوق. وبلغ متوسط حجم الأسرة المعيشية 2.90، أما متوسط حجم العائلات فبلغ 2.40.
بلغ العمر الوسطي للسكان 41.8 عاماً. وكانت نسبة 25.2% من القاطنين تحت سن الثامنة عشر، وكانت نسبة 6.4% بين الثامنة عشر والأربعة وعشرون عاماً، ونسبة 22% كانت واقعةً في الفئة العمرية ما بين الخامسة والعشرون حتى والأربعة وأربعون عاماً، ونسبة 28.2% كانت ما بين الخامسة والأربعون حتى الرابعة والستون، ونسبة 18.1% كانت ضمن فئة الخامسة والستون عاماً فما فوق. وتوزع التركيب الجنسي للسكان بنسبة 48.5% ذكور و51.5% إناث.